# Габрк (Шкофя Лока)
Габрк (словен. Gabrk) — поселення в общині Шкофя Лока, Горенський регіон, Словенія. Висота над рівнем моря: 376,3 м.